# Équipe de Cantabrie de football
Maillots
L'équipe de Cantabrie de football (Cantabria) est l'équipe non reconnue internationalement de Cantabrie. Elle n'est pas membre de la FIFA, ni de l'UEFA et ne participe donc pas aux tournois internationaux. Depuis 1998, elle participe à des matchs amicaux contre des équipes officielles.

## Principaux joueurs
| - Pedro Munitis - Iván de la Peña - Iván Helguera - José Emilio Amavisca - Vicente Engonga - Gonzalo Colsa |  | - Álvaro Cervera - Luis Fernández - Jose María Ceballos - Angel de Juana, Geli - Paco Liaño |